# Tapura amazonica
Tapura amazonica är en tvåhjärtbladig växtart som beskrevs av Eduard Friedrich Poeppig och Endl.. Tapura amazonica ingår i släktet Tapura och familjen Dichapetalaceae. Utöver nominatformen finns också underarten T. a. manausensis.